# Tomasz Bednarek
Tomasz Bednarek (Pabianice, 12 novembre 1981) è un ex tennista polacco, specialista nel doppio.

## Carriera
È stato uno specialista del doppio, ha raggiunto in questa disciplina la posizione in classifica più alta il 14 aprile 2014 con la quarantaquattresima posizione. In carriera ha fatto coppia con Mateusz Kowalczyk, Maciej Dilaj, Michał Przysiężny, Filip Polášek e Igor Zelenay.